# Frode Olsen
Frode Olsen (Stavanger, 12 de outubro de 1967) é um ex-futebolista norueguês que atuava como goleiro.

## Carreira
Frode Olsen integrou a Seleção Norueguesa de Futebol na Eurocopa de 2000.